# Helwingia omeiensis
Helwingia omeiensis là một loài thực vật có hoa trong họ Helwingiaceae. Loài này được (W.P.Fang) H.Hara & S.Kuros. mô tả khoa học đầu tiên năm 1975.